# Graf DK 54

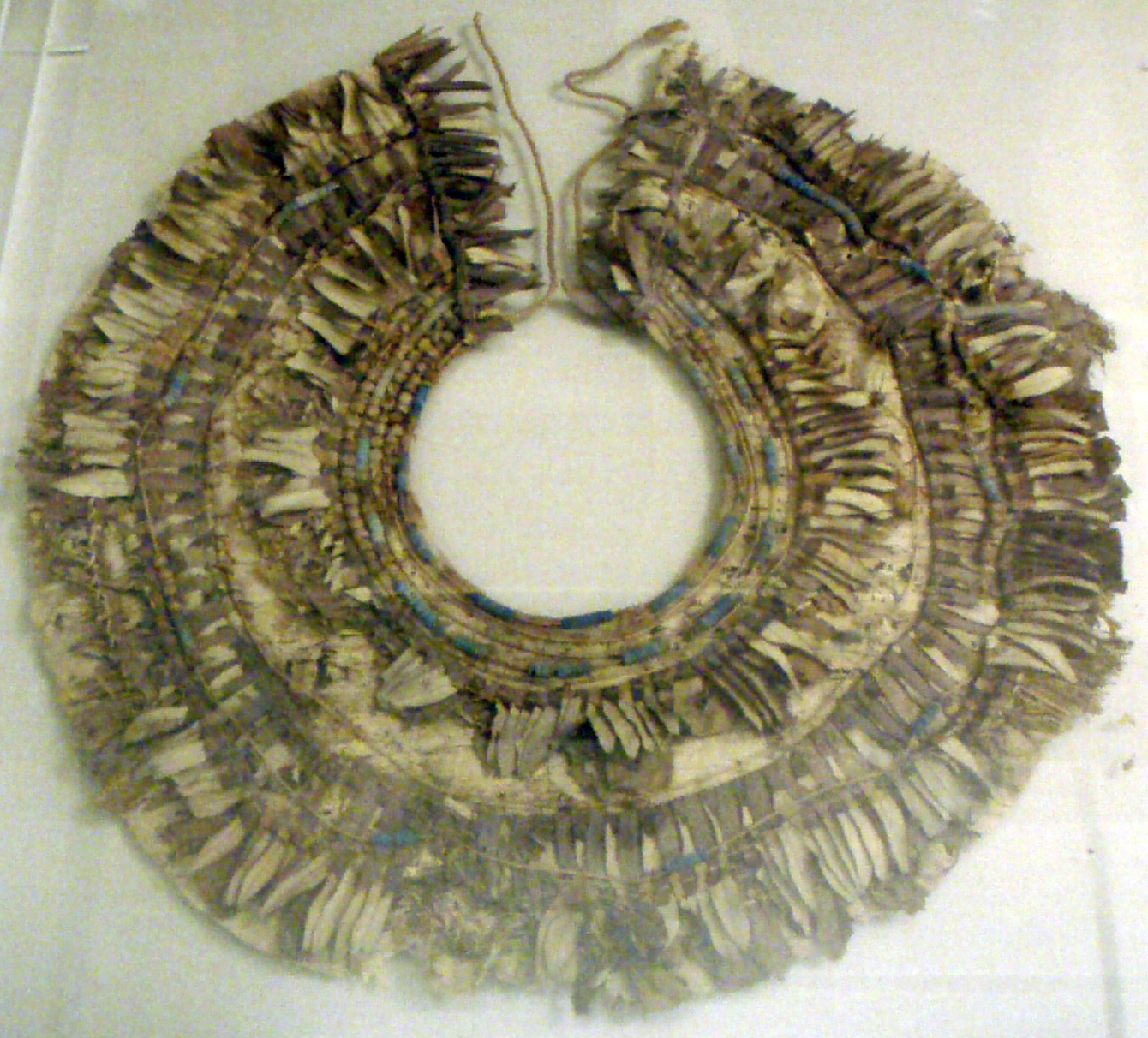
Bloemenkraag uit graf DK 54

Graf DK 54 is een oud-Egyptische tombe in het Dal der Koningen te Luxor. In deze tombe lag geen mummie begraven, maar waren de spullen te vinden die gebruikt zijn bij de balseming en begrafenis van farao Toetanchamon uit de 18e dynastie.
DK 54 werd ontdekt in januari 1906 door het team van egyptoloog Theodore M. Davis en uitgegraven onder leiding van Edward R. Ayrton. De kamer was ongeveer 3m² groot, en oorspronkelijk niet gemaakt voor Toetanchamon. Toen graf DK 62, het graf van Toetanchamon, echter vlak na de dood van de farao twee keer was beroofd, besloten Egyptische notabelen het eerder gebouwde, onafgemaakte graf DK 54 te gebruiken om een aantal waardevolle spullen uit het DK 62 in op te bergen, ter bescherming van deze artikelen. DK 62 werd hierna met scherven kalksteen volledig gedicht en opnieuw verzegeld.
Graf DK 54 is uniek in haar soort. In de tombe stond onder anderen een aantal aarden en alabaster potten van ongeveer 70 centimeter hoogte, gevuld met spullen als natron, hout, carbon, zaden en kleine botjes van dieren. De potten die in het in 2006 ontdekte graf DK 63 zijn gevonden blijken zowel qua uiterlijk als qua inhoud precies hetzelfde zijn. Dit wijst mogelijk op een verband tussen DK 54 en DK 63.